# Karol Pollak (drukarz)
Karol Pollak (ur. 17 sierpnia 1818 w Brnie, zm. 27 kwietnia 1880 w Sanoku) – drukarz, wydawca, księgarz, radny Sanoka.

## Życiorys

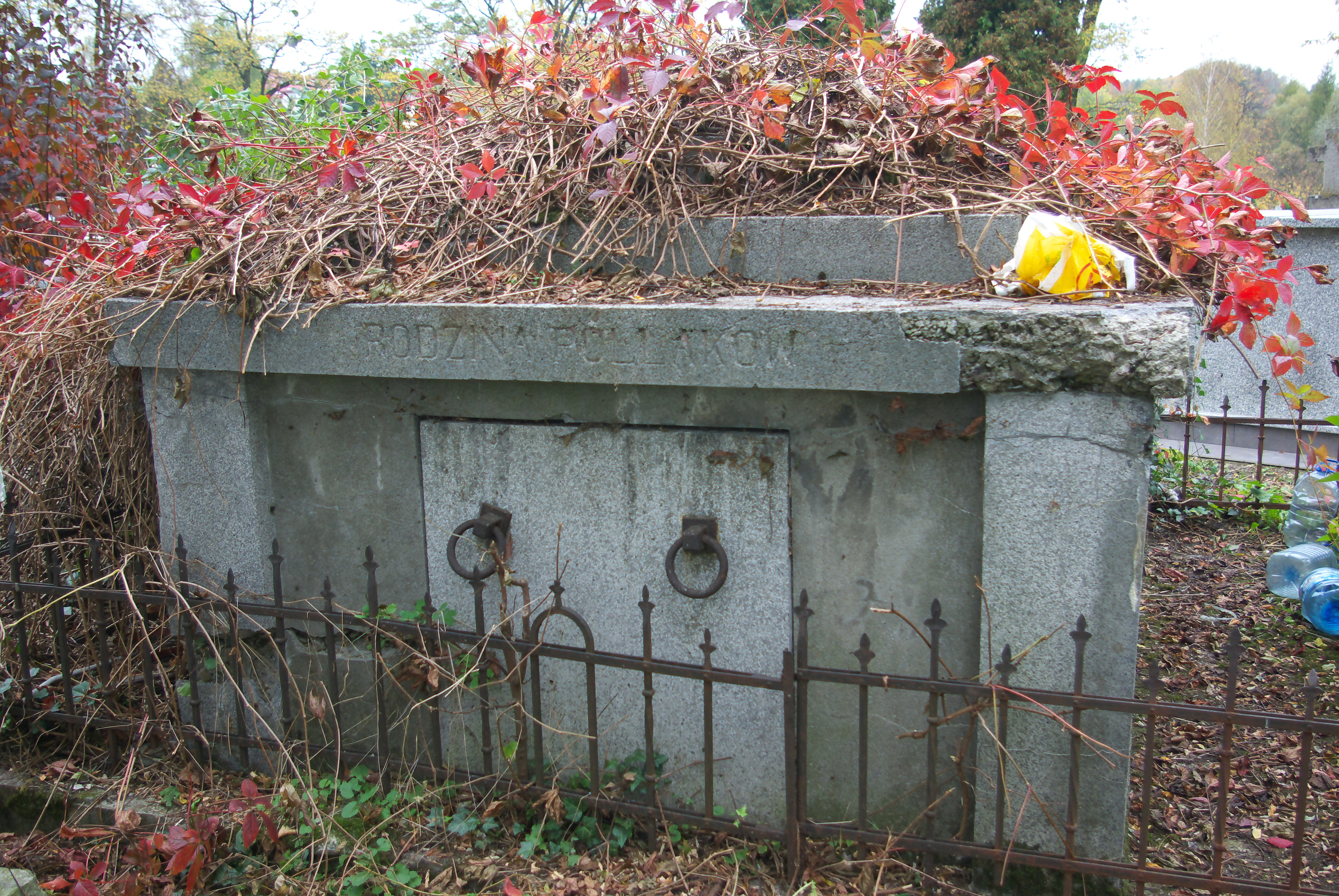
Grobowiec rodziny Pollaków

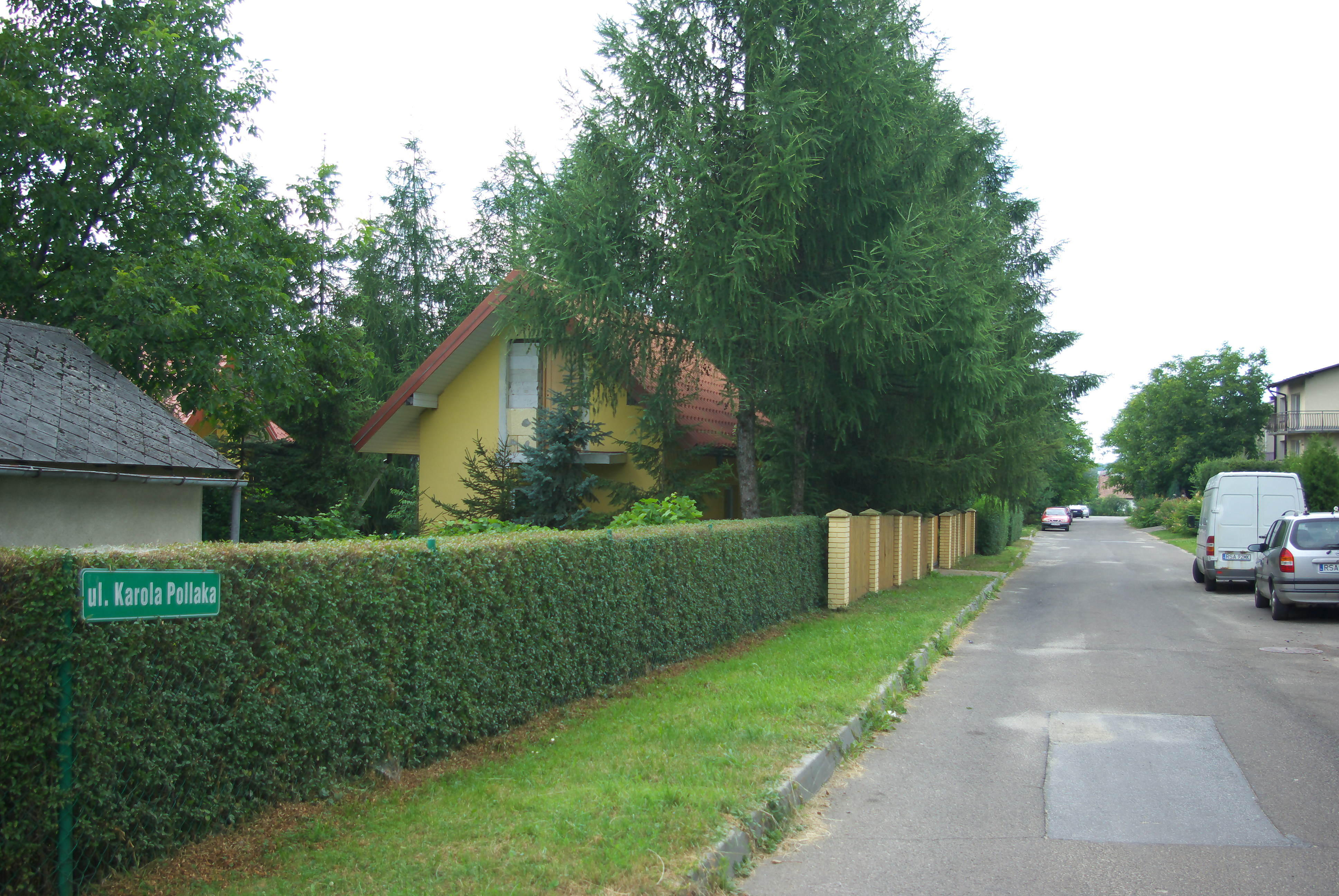
Ulica Karola Pollaka w Sanoku

Pochodził z rodziny na Morawach. Był synem Jędrzeja (wzgl. Andreas, drukarz, zm. 1867 w Sanoku w wieku 86 lat) i Anny (z domu - według różnych wersji: Geislig bądź Gneslig lub Knesslig bądź Kneslik). Wyuczył się zawodu drukarza. W drodze przypadku 1848 przybył do Sanoka i osiadł w tym mieście. W 1848 założył w tym mieście jedną z nowych drukarń na terenie południowej Galicji w okresie autonomii galicyjskiej bliskim Wiośnie Ludów (drukarnie zakładali wówczas w 1840 Franciszek Skirski w Rzeszowie, w 1849 Józef Pisz w Nowym Sączu, w 1857 Atanazy Rusinowski w Jaśle). Jako pierwsze wydawnictwo zostało wydane „Wolność – Równość – Braterstwo” w 1848; w tym roku wychodziły także inne patriotyczne pisma i odezwy. Po upadku Wiosny Ludów Pollak wydawał tabele statystyczne, ogłoszenia, formularze. Od kwietnia 1855 wydawał serię 28 dzieł z XVI i XVII wieku pt. „Biblioteka Polska”, a także „Księgozbiór polski” (od 1857). Ponadto wydawał druki zarówno w języku polskim jak i niemieckim. Później był wydawcą podręczników polskich, na zlecenie wydawcy ze Lwowa, Karola Wilda, z którym współpracował. Drukarnia działała na zasadzie spółki zawartej pomiędzy drukarzem i wydawcą. W pierwszych latach korzystano z jednej prasy drewnianej, jednak potem sprowadzono maszyny nowego typu, które działały do 1905. Liczba pracowników drukarni wzrosła do kilkunastu, pracami redaktorskimi kierował K. J. Turowski (po nieporozumieniach ok. 1855-1856 wyjechał do Przemyśla), współpracownikiem był także polsko-ukraiński poeta Platon Kostecki (od 1855 mieszkający w Sanoku).
W 1861 Karol Pollak otworzył obok drukarni księgarnię komisową i wypożyczalnię książek, dysponującą 1760 pozycjami, w tym ok. 1000 w języku polskim (a także niemieckimi i francuskimi). Jego książnica uchodzi za najstarszą w mieście. Od 1868 do 1869 Pollak był wydawcą pisma „Reforma”, którego poziom pozytywnie ocenił Józef Ignacy Kraszewski. Łącznie od 1848 do 1870 drukarnia Karola Pollaka wydała ok. 125 tys. książek nakładem własnym i ok. 50 tys. pozycji z nakładów obcych. Funkcjonowanie drukarni miało znaczący wpływ na życie kulturalne mieszkańców miasta i okolic, a sam Pollak aktywnie włączył się w życie narodowe zyskując uznanie.
Pełnił funkcję członka rady miejskiej (wydziału) Sanoka: w latach 1850-1865, później wybrany radnym miejskim w 1867, 1870 (w tym od 1872 do 30 czerwca 1873 pełnił urząd zastępcy burmistrza Sanoka Cyryla Jaksy Ładyżyńskiego), w 1872, 1878 (reprezentant I koła wyborczego). W 1871 został przewodniczącym komisji powołanej celem budowy kościoła na Posadzie Olchowskiej. Zasiadł w składzie komitetu budowy pomnika dla uczczenia 300-lecia unii lubelskiej (1569–1869), umieszczonego 11 sierpnia 1869 na placu Maryi Panny (obecna ulica Grzegorza z Sanoka) i organizował obchody tego wydarzenia w Sanoku (ponadto także Jan Zarewicz, Szymon Drewiński, Saul Pinales.
Najpierw był żonaty z Józefą, także urodzoną w Brnie, córką Błażeja i Marii Petrazelka, zmarłą w 1851 w Sanoku. Miał z nią córkę Marię (ur. 1849). Jako wdowiec 22 lutego 1852 w Sanoku poślubił Marię Annę, według różnych zapisów pochodzącą z rodziny o nazwisku Zaremba wzgl. Zaręba, córka Franciszka i Anny z domu Hanak (ur. 1833, zm. 1911; niekiedy Zaremba). Mieli 11 dzieci, z których troje zmarło w dzieciństwie, a dwoje przed 1880. Ich dziećmi byli: Rudolf (ur. 1853), Anna (ur. 1855), Maria (zm. 11 maja 1863 w wieku 5,5 lat), Karol (właśc. Franciszek Karol, 1859–1928, elektrotechnik, przedsiębiorca i wynalazca), Antoni Alojzy (1862-1863), Michał Andrzej (1865-1931, z wykształcenia handlowiec, dziennikarz, księgarz), Helena Józefa (1867-1950, od 1904 zamężna z Wojciechem Ślączką, nauczycielka), Maria Wanda (1869-1894), Antoni Władysław (ur. 1870, Józef Władysław (zm. 1872 w wieku 1,5 roku), Jadwiga Michalina (ur. 1872, od 1910 zamężna z Mieczysławem Kulikowskim), Elżbieta Zofia (1877-1913, po mężu Chabińska). Po osiedleniu w Sanoku Karol Pollak zamieszkał w domu pod numerem 91, a po zawarciu małżeństwa pod numerem 254. Do końca życia mieszkał w domu numer 49.
Karol Pollak zmarł 27 kwietnia 1880 za zapalenie płuc. Został pochowany na cmentarzu przy ul. Jana Matejki w Sanoku 29 kwietnia 1880. Jego pamięć uczczono na posiedzeniu Rady Miejskiej 13 maja 1880. Grobowiec rodziny Pollaków został uznany za obiekt zabytkowy i podlega ochronie prawnej.
Drukarnię przejął po nim syn Michał, a następnie od Marii Pollak nabył Franciszek Patała w 1909 i prowadził do śmierci w 1927 (następnie władała nią Matylda Patała, a kierownikiem był Karol Drwięga; w 1948 drukarnia została upaństwowiona). Drukarnia i księgarnia odziedziczona po Karolu Pollaku mieściła się przy ulicy Jagiellońskiej (według różnych źródeł pod numerem 40, 21. Po 1945 byłą kamienicę Karola Pollaka nabył rzemieślnik i mistrz blacharski Jakub Kolano, prowadzący w budynku warsztat. Pod koniec 1949 drukarnia należąca do Eugeniusza Patały została przejęta na własność państwa Polski Ludowej.
Spośród potomstwa Karolla Pollaka żadne nie zostało drukarzem. Ponadto potomkowie w linii męskiej nie przedłużyli istnienia tego rodu w Sanoku.

## Upamiętnienie
Na terenie Sanoka w dzielnicy Dąbrówka znajduje się ulica nazwana jego imieniem i nazwiskiem.
Karolowi Pollakowi poświęciła publikacje Jadwiga Zaleska, wydane w „Roczniku Sanockim”: Karol Pollak – drukarz sanocki i dzieje jego drukarni w Sanoku (1963) oraz Karol Pollak – typographus sanocensis i dzieje jego drukarni (1988).